# Sapromyza vumbella
Sapromyza vumbella är en tvåvingeart som beskrevs av Charles Howard Curran 1938. Sapromyza vumbella ingår i släktet Sapromyza och familjen lövflugor. Inga underarter finns listade i Catalogue of Life.